# Aiguille des Grands Charmoz
L'aiguille des Grands Charmoz qui culmine à 3 445 m d'altitude, est l'une des aiguilles de Chamonix dans le massif du Mont-Blanc. Elle est surtout connue des alpinistes pour sa course classique en rocher, la traversée Charmoz-Grépon.

## Géographie
Les Grands Charmoz se situent entre l'aiguille de l'M et l'aiguille du Grépon et surplombent la vallée de Chamonix au nord-ouest et de la Mer de Glace à l'est. Le couloir Charmoz-Grépon sépare l'aiguille des Grands Charmoz de sa voisine, l'aiguille du Grépon.
Sur l'arête nord-est dentelée des Grands Charmoz, se détachent nettement la flèche de l'aiguille de la République (3 305 m) et une série de gendarmes dont la Carrée, et le Bâton Wicks.
Les Grands Charmoz sont constitués de lames très serrées et redressées à la verticale de rocher granitique et schisteux.
Le glacier de paroi de la face nord de l'aiguille des Grands Charmoz a complètement disparu lors de l'été caniculaire de 2017.

## Premières ascensions

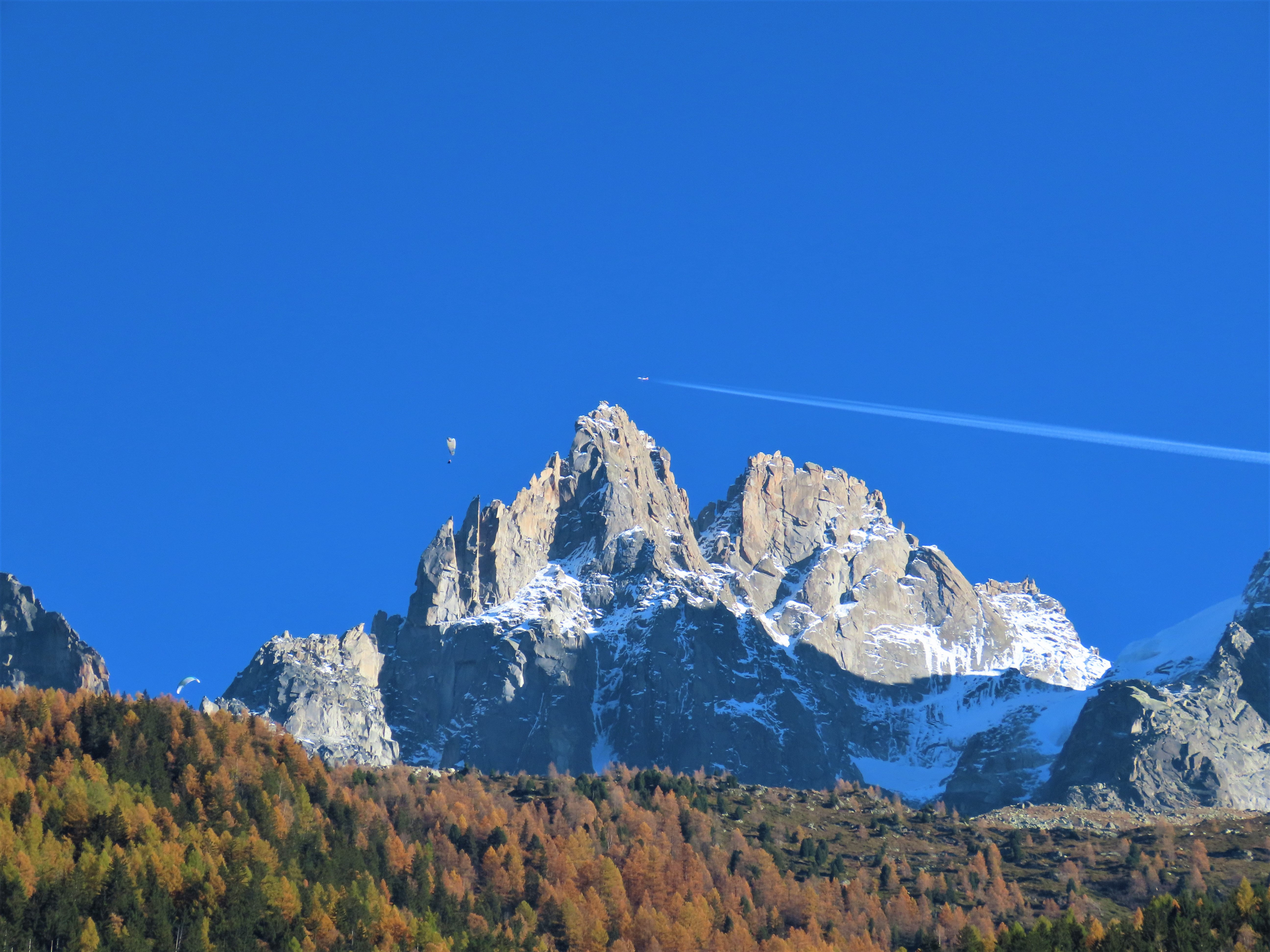
L'aiguille des Grands Charmoz à gauche et l'aiguille du Grépon à droite depuis Chamonix-Mont-Blanc au nord-ouest.

- 9 août 1885 : couloir Charmoz-Grépon par H. Dunod et P. Vignon avec les guides J. Desailloux, F. Folliguet, F. et G. Simond.
- 15 juillet 1880 : versant sud-ouest et l'arête nord-ouest par Albert F. Mummery avec Alexandre Burgener et Benedikt Venetz. Ils se sont arrêtés avant le sommet, à la pointe 3 435 m.
- 1904 : traversée par Laurent Croux.
- 1933 : face nord par Willi Merkl et Willo Welzenbach.
- 1946 : traversée des arêtes des Charmoz, via l'aiguille de la République par Raymond Leininger et G. Bicavelle.
- 1970 : pilier ouest (voie Cordier) par Patrick Cordier.
- 1974 : pilier ouest en solo par Jean-Claude Droyer.

## Alpinisme

### Voies
- Couloir Charmoz-Grépon (PD) :  voie normale de descente.
- Versant sud-ouest et l'arête nord-ouest (AD+).
- Traversée Charmoz-Grépon (D) : une des grandes ascensions classiques du massif du Mont-Blanc.

### Accès
- Plan de l'Aiguille (2 310 m).
- Refuge de l'Envers des Aiguilles (2 687 m).